# گروه آکیژ
گروه آکیژ (انگلیسی: Akij Group) شرکت خوشه‌ای بنگلادشی است، که در سال ۱۹۵۰ تأسیس شد.